# Yubé Ortiz
Yubé Ortiz. Es un artista escultor y pintor mexicano. (Ciudad de México, 8 de julio de 1975).

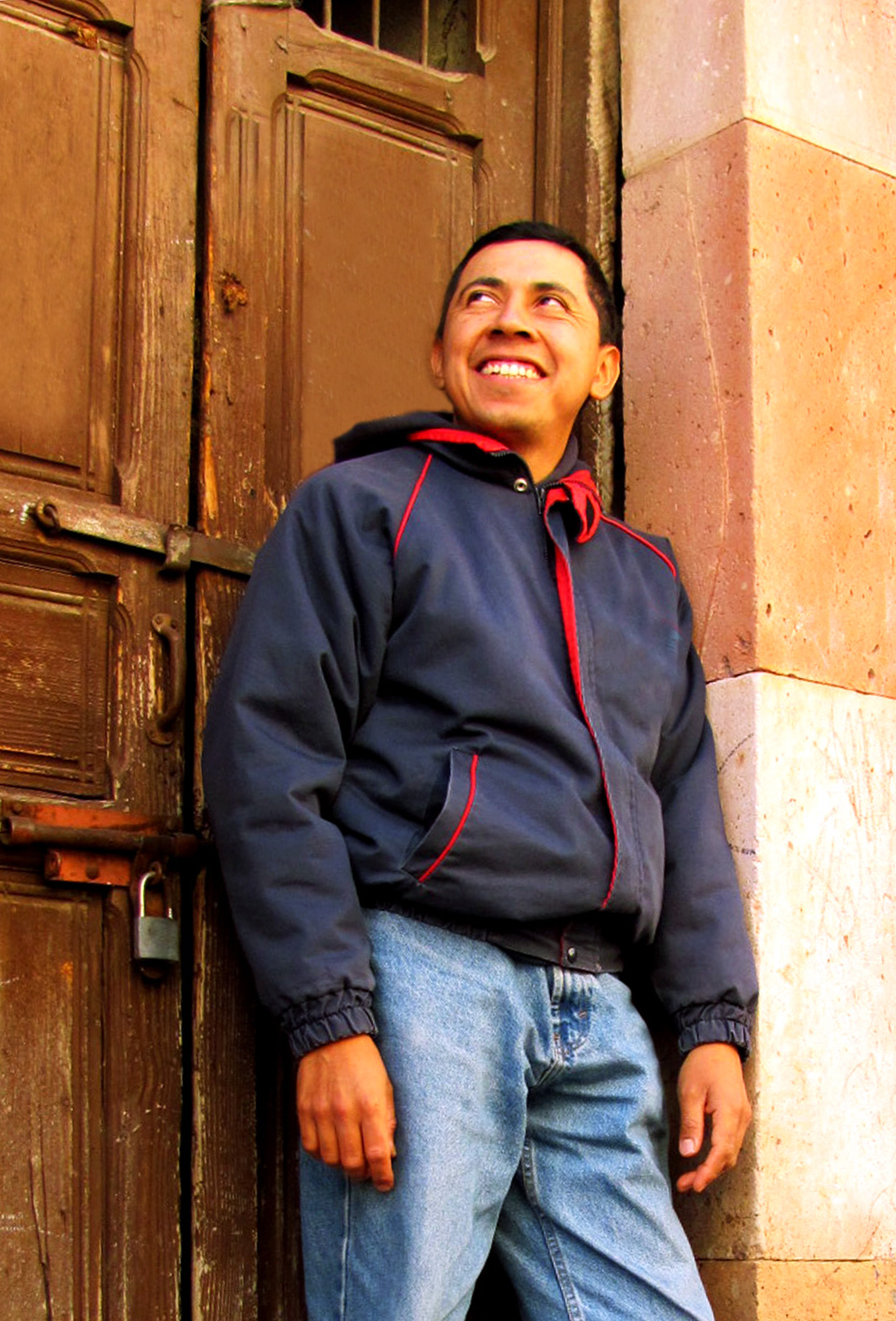
Yubé Ortiz. Artista escultor y pintor.

## Inicios de su carrera
Realizó sus estudios en la Facultad de Derecho de la UNAM (1995) y a la par inició de aprendiz y ayudante de escultura con su padre el maestro Tiburcio Ortiz. Posteriormente realiza en el Centro Nacional de las Artes un diplomado con el reconocido escultor Sebastián, trabajando proyectos escultóricos para ser pensados en realizarlos en formatos monumentales.
En el año 1999 se traslada a la ciudad de París (Francia), en donde toma cursos de manera independiente y en la Escuela Superior de Bellas Artes de aquel país, aprendiendo técnicas como la litografía, mosáico y dibujo al desnudo.
Vivió en la ciudad de Berna (Suiza) por cuatro años, realizando su labor creativa en la pintura y escultura para posteriormente exhibirla.
A su regreso a México aprende la técnica del mural al fresco, con el maestro Horacio Morfín, restaurador de obras del patrimonio nacional y dependiente del Instituto Nacional de Bellas Artes INBA.
Tiene una especialidad en el manejo del acero inoxidable, por parte del Instituto Mexicano del Inoxidable IMINOX.

## Exposiciones
Ha realizado más de treinta exposiciones individuales en diferentes espacios culturales. En ciudades como Nueva York (Estados Unidos), París (Francia), Berna (Suiza) y la Ciudad de México.
Entre sus exposiciones más importantes destacan la Casa de México en París de la Citè Universitaire. La Grady Alexis Gallery en la ciudad de Nueva York, La Casa Puebla en la ciudad de Nueva York y la Sieberhauss en Lyss, Suiza.
En la Ciudad de México ha expuesto en diversos lugares como el Centro Cultural México-Israel, el Foro Cultural Coyoacanense, La Universidad Anáhuac, la FES Acatlán, el Club de Periodistas de México, la Benemérita Escuela Nacional de Maestros, entre otros lugares.
De igual manera ha participado en diversas exposiciones colectivas en diferentes recintos culturales nacionales e internacionales.

## Reconocimientos
Ha sido reconocido por diversas instituciones educativas y culturales como la Fundación Rigoberta Menchú, el Instituto Cultural México-Israel, la UNAM, el Colegio de Ingenieros Civiles de México, la Universidad Tecnológica de la Mixteca, la Universidad Autónoma del Estado de México, la UAM, entre otras.
En el año 2008 obtuvo el primer lugar por la realización del logotipo de los corredores de movilidad no motorizados, comúnmente conocidos en la Ciudad de México como ciclovías, evento organizado por el gobierno de la ciudad.
En el año 2014 es elegido para elaborar la escultura oficial del Premio Nacional de Ingeniería Civil, que otorga el Colegio de Ingenieros Civiles de México A.C.
En el año 2023 es elegido para realizar los reconocimientos escultóricos del Colegio de Notarios de la CDMX.

## Obra pública
En el año 1997 realizó su obra escultórica titulada "Somos hermanos", con una medida de 4m de altura, para la Junta de Asistencia Privada. Ubicándose dicha escultura en la calle Calderón de la Barca 92, Polanco, CDMX.

## Colecciones
Su obra forma parte de diversas colecciones tanto particulares como de empresas e instituciones culturales y educativas.